# Sabella pacifici
Sabella pacifici är en ringmaskart som beskrevs av Grube 1859. Sabella pacifici ingår i släktet Sabella och familjen Sabellidae. Inga underarter finns listade i Catalogue of Life.